# Dina Araz
Dina Araz a 24 negyedik évadjának egyik szereplője, szerepét Sohre Ágdáslu játssza.

## A 4. évadban
|  | Alább a cselekmény részletei következnek! |

Dinát először a 4. évad elején látjuk, a családja körében. Egy terrorista támadást terveznek a férjével végrehajtani. Törökországból települtek át Amerikába több mint 5 éve, és állampolgárságot is kaptak a történet szerint. Van egy fia Behrooz, akinek egy amerikai barátnője van, Debbie. Dina megtudja, hogy a fiát látta, egy az akció számára fontos csomag átadásánál Debbie. Behrooz azt állítja, hogy Debbie nem jött rá semmire. Arra kéri Navi Behroozt, hogy ölje meg Debbie-t, nehogy gondot okozzon. Behrooz ezt nem teszi meg, és meg akarja szöktetni Debbie-t, de Debbie összeesik és meghal. Kiderül, hogy Dina mérget tett a teájába. Navi, a férje csalódik a fiában, és meg akarja öletni, de Behrooz megmenekül. Mikor Dina megtudja, hogy a férje meg akarta ölni a saját fiát, ellene fordul. Nem érdekli többé az akció, csak a fia védelme. Mikor menteni próbálja a fiát, Navi és egy embere rájuk támad és meglövik Dinát. Behrooz úgy dönt, hogy kórházba viszi, de rájön, hogy az orvos fel akarja őket jelenteni, ezért elmenekülnek. Behrooz és Dina egy hotelbe menekülnek, és a fia lemegy gyógyszerért. Közben Dinát elfogják a CTU emberei, köztük Tony Almeida. Behroozt túszul ejti Navi, miközben a gyógyszerre várakozik. Behroozt kiszabadítják a CTU emberei, de fegyvert fog az apjára, és megöli őt.
Dina nem akar vallani, ezért Tony megzsarolja, hogy a fiát is börtönbe zárják. Dina a zsarolás miatt információkat mond el a terroristavezérről, Habib Marwanról. Később újból szükség lesz Dinára, megígérik neki, hogy a fia kiszabadul, és ő is vele együtt, ha segít nekik Marwant megtalálni, beépülni a terroristaszervezetébe. Dina segít is, kockáztatva az életét, és elmegy egy Joseph Fayed nevű emberhez, akivel eljutnak Habib Marwanhoz. Dinának azt a fedősztorit adják, hogy megszökött a CTU-ból, és foglyul ejtette Jacket. Miután bejutnak Marwan megkéri Dinát, hogy ölje meg Jacket. Dina ezt nem teszi meg, megpróbálja Marwant lelőni, de a pisztolyban nincs töltény. Jacket Dina meg akarta ölni, de a fia volt a legfontosabb a számára. Ekkor Dinát Marwan egyik embere magával rángatja, és még halljuk ahogy lelövi. Dina feláldozta az életét a fiáért, és még halljuk, ahogy a CTU-ban mondják, hogy megtalálták Dina Araz holttestét.
|  | Itt a vége a cselekmény részletezésének! |